# 大庫季夏
49°37′38″N 28°26′17″E / 49.62722°N 28.43806°E
大庫季夏（烏克蘭語：Великі Кутища），是烏克蘭的村落，位於該國西南部文尼察州，由赫米利尼克區負責管轄，始建於1782年，面積0.86平方公里，海拔高度277米，2001年人口298，人口密度每平方公里348.54人。